# クリケットボール

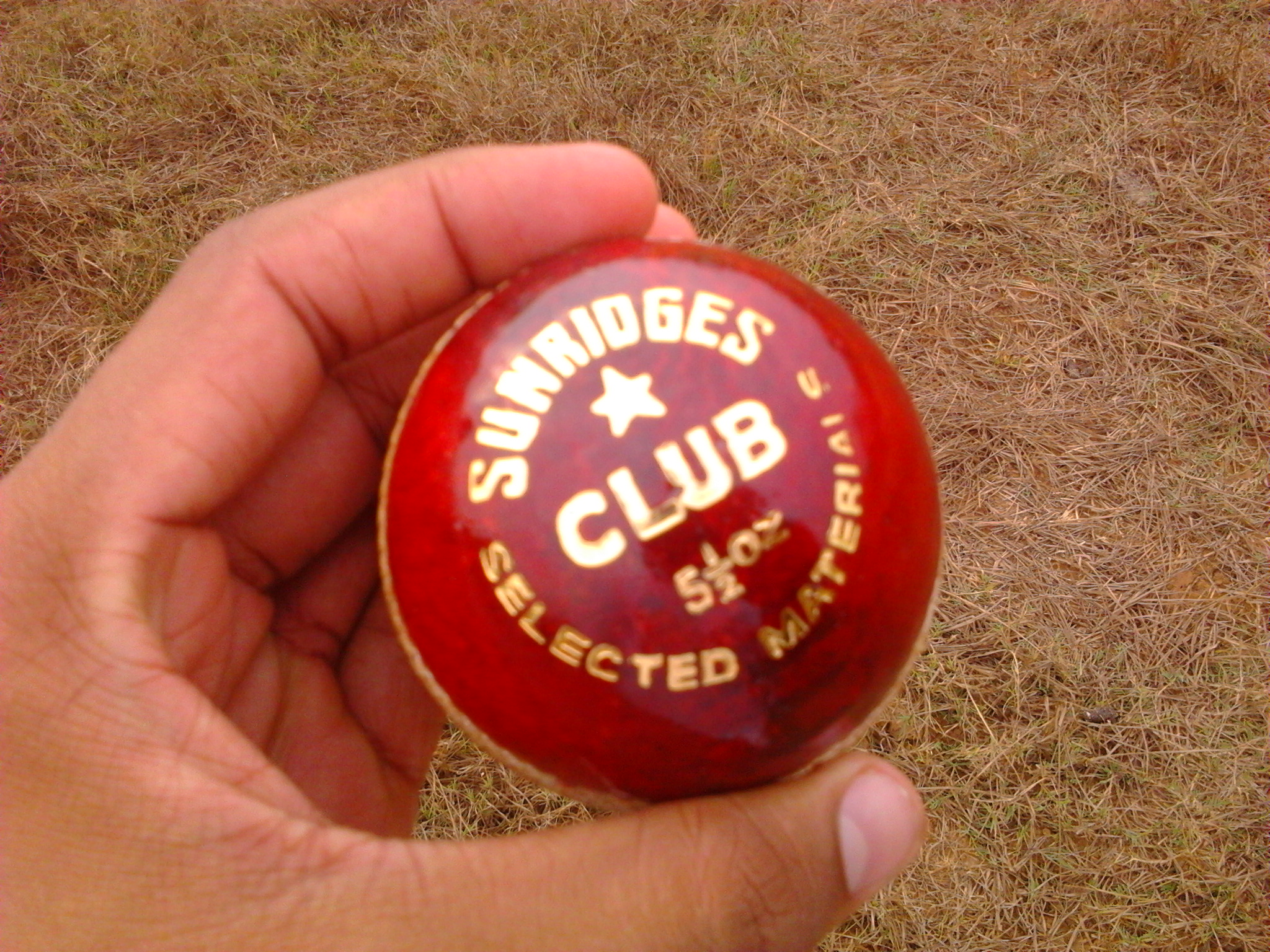
クリケットボール

クリケットボール（英: cricket ball）とは、クリケットをプレーするために使用される硬いボールである。

## 概要
コルクの芯に糸を巻いたもので、その後革のカバーが縫い付けられており、クリケットボールの重量、円周などが規格されている。クリケットボールが空中を移動し、地面を離れて移動するときのクリケットボールの軌道は、ボウラーの動作とボールとピッチの状態に影響されることから、守備側の重要な役割である。打者が得点する主な方法は、安全であると思われる位置にバットでボールを打つことやゴロでバウンダリーを超える、またはバウンダリーをフライで直接越えることである。クリケットボールは野球のボールよりも硬くて重い。
テスト・クリケットでは伝統的な赤色のクリケットボールが使用される。ワン・デイ・インターナショナル（ODI）の多くの試合では、投光照明の下でも見えるようにするために白いボールが使用されている。また2010年以降はピンク色が導入されている。プレーヤーの白い服と対照的になることで、昼と夜のテスト試合中、夜間の視認性向上に一役買っている。白、赤、ピンクのトレーニングボールも一般的であり、テニスボールや他の同様のサイズのボールをトレーニングや非公式のクリケットの試合に使用することもある。クリケットの試合中、ボールの品質は使用できなくなるまで変化し、この低下の間にその特性が変化するため、試合に影響を与える可能性がある。

## 画像

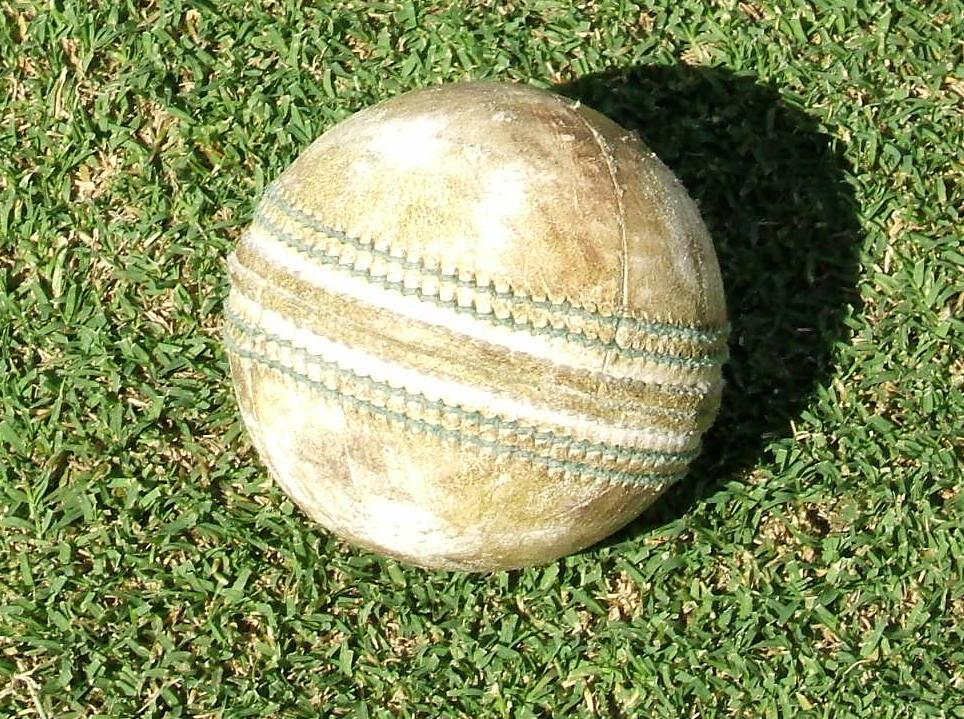
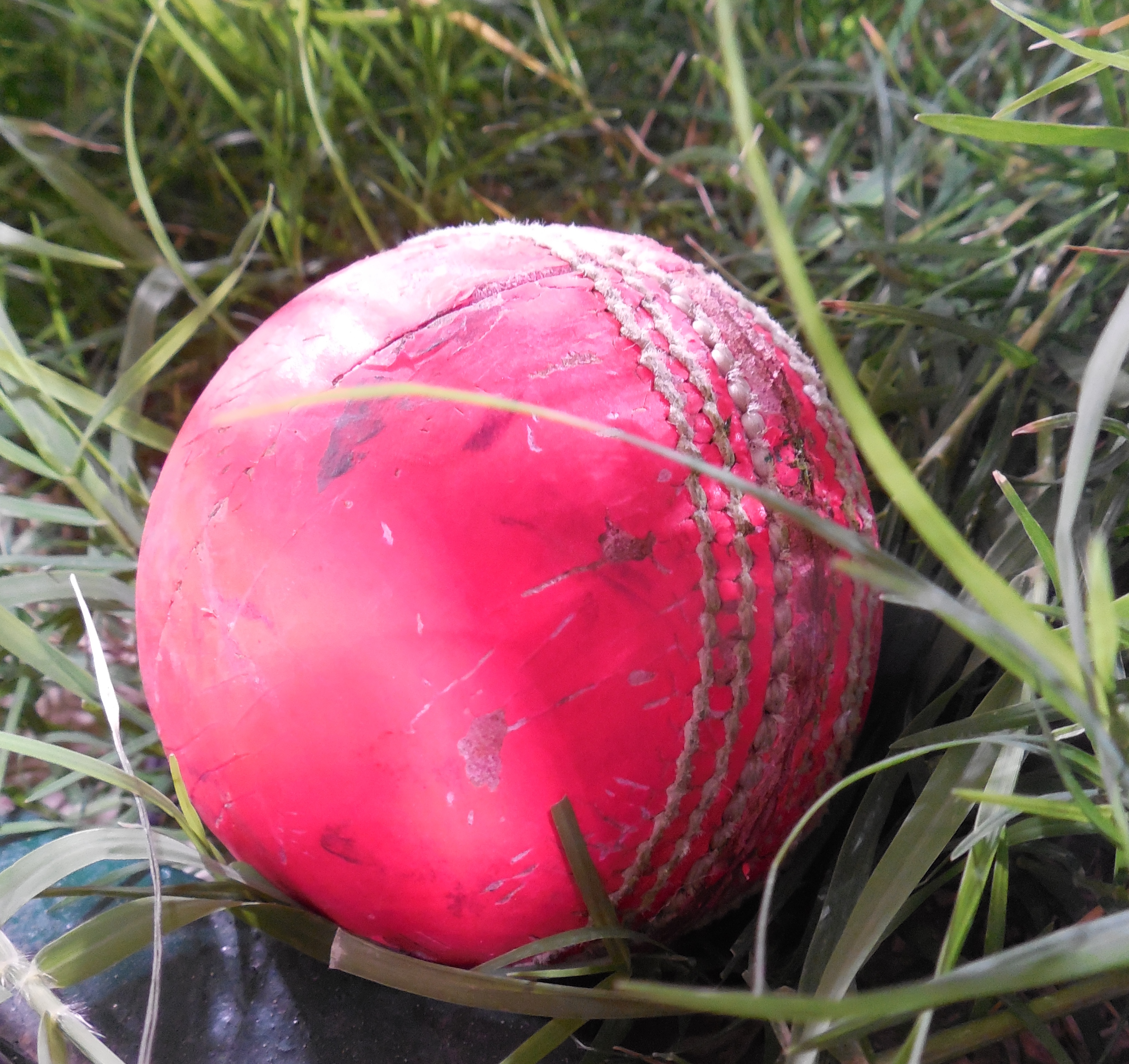
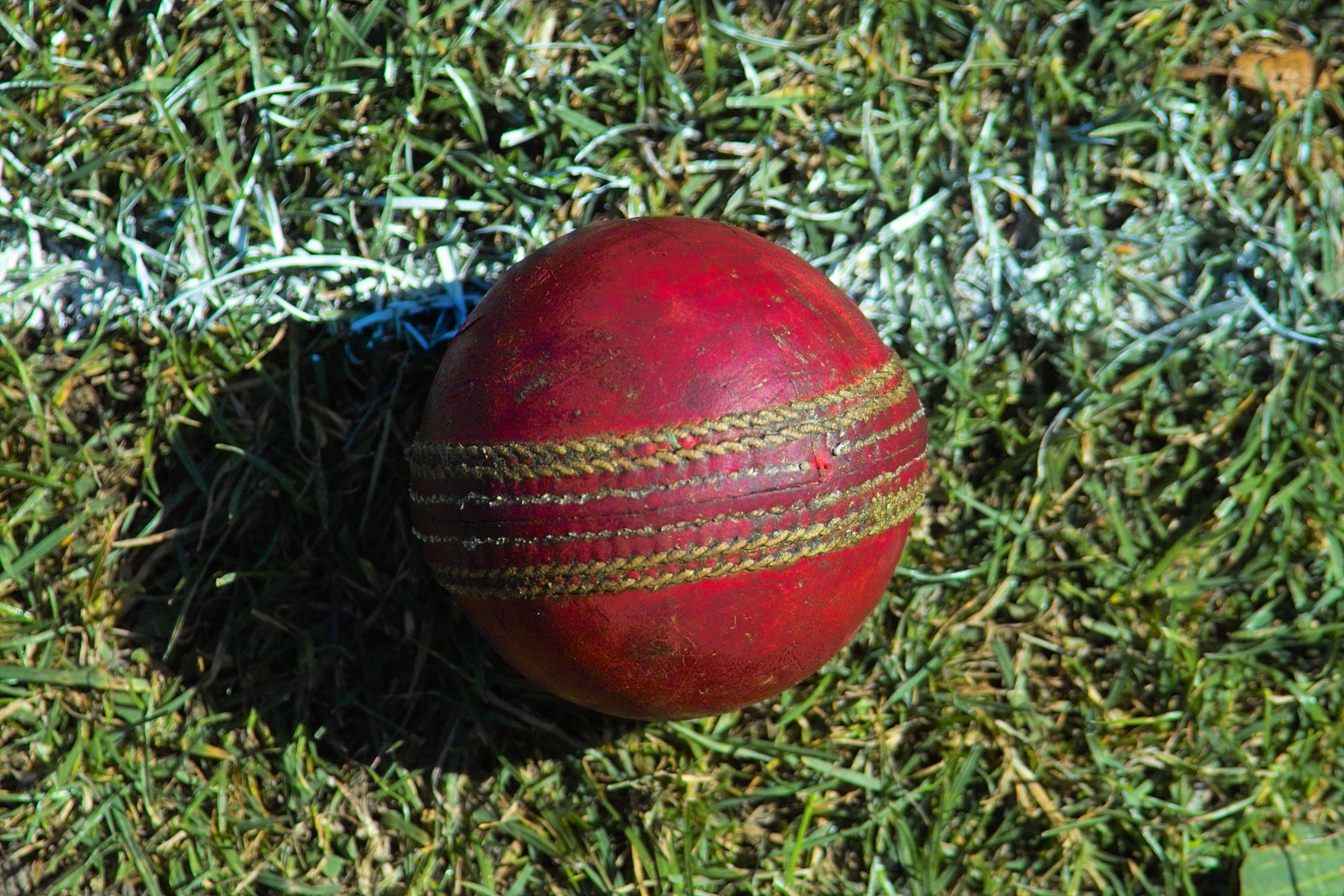
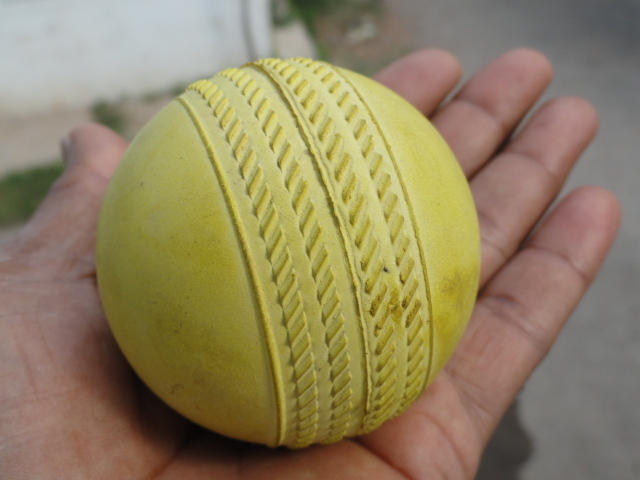

## 規格
| 13歳以上の男子 | 5.5 - 5.75 oz (156 - 163 g)                                        | 8.81 - 9 in (224 - 229 mm)                                         |                                                                    |                                                                    |
| 13歳以上の女子 | 4.94 - 5.31 oz (140 - 151 g)                                       | 8.25 - 8.88 in (210 - 226 mm)                                      |                                                                    |                                                                    |
| 13歳以下の子供 | 4.69 - 5.06 oz (133 - 143 g)                                       | 8.06 - 8.69 in (205 - 221 mm)                                      |                                                                    |                                                                    |
| 幼年           | プラスティックのクイック・クリケットのボールがしばしば使用される。 | プラスティックのクイック・クリケットのボールがしばしば使用される。 | プラスティックのクイック・クリケットのボールがしばしば使用される。 | プラスティックのクイック・クリケットのボールがしばしば使用される。 |